# Tohopkú
Tohopkú es una localidad del municipio de Tinum, estado de Yucatán, en México. 

## Toponimia
El nombre (Tohopkú) proviene del idioma maya.

## Datos históricos
- En 1950 cambia su nombre de Tobobkú a Thohobkú.
- En 1990 cambia a Tohopkú

## Demografía
Según el censo de 2005 realizado por el INEGI, la población de la localidad era de 470 habitantes, de los cuales 233 eran hombres y 237 eran mujeres.
| 80                          | 113 | 125 | 127 | 222 | 285 | 357 | 428 | 470 |
| (Fuente: INEGI [Consultar]) |     |     |     |     |     |     |     |     |